# Tres Equis de Turrialba
Tres Equis es un distrito del cantón de Turrialba, en la provincia de Cartago, de Costa Rica.

## Historia
Tres Equis fue creado el 25 de abril de 1994.

## Geografía
Tres Equis cuenta con un área de 36,95 km² y una altitud media de 630 m s. n. m.

## Demografía
Para el año 2022, Tres Equis cuenta con una población estimada de 2386 habitantes, y para el último censo efectuado, en 2011, Tres Equis contaba con una población de 1808 habitantes.

## Transporte

### Carreteras
Al distrito lo atraviesan las siguientes rutas nacionales de carretera:
- Ruta nacional 10
- Ruta nacional 413